# ATP World Tour Finals 2012 - Singolare
Il singolare  dell'ATP World Tour Finals 2012 è stato un torneo di tennis facente parte dell'ATP World Tour 2012.
Roger Federer era il detentore del torneo ma non è riuscito a mantenere il titolo perdendo in finale per 7–6(6), 7-5  contro Novak Đoković.

## Teste di serie
1. Novak Đoković (campione)
2. Roger Federer (finale)
3. Andy Murray (semifinale)
4. David Ferrer (round robin)

1. Tomáš Berdych (round robin)
2. Juan Martín del Potro (semifinale)
3. Jo-Wilfried Tsonga (round robin)
4. Janko Tipsarević (round robin)

## Tabellone

### Legenda
| - Q = Qualificato - WC = Wild card - LL = Lucky loser | - ALT = Alternate - SE = Special Exempt - PR = Protected Ranking | - w/o = Walkover - r = Ritirato - d = Squalificato |

### Fase Finale
|  | Semifinali | Semifinali            | Semifinali    | Semifinali | Semifinali |  |  | Finale | Finale        | Finale        | Finale | Finale |  |
|  |            |                       |               |            |            |  |  |        |               |               |        |        |  |
|  | 1          | Novak Đoković         | 4             | 6          | 6          |  |  |        |               |               |        |        |  |
|  | 6          | Juan Martín del Potro | 6             | 3          | 2          |  |  | 1      | Novak Đoković | Novak Đoković | 7      | 7      |  |
|  | 2          | Roger Federer         | Roger Federer | 7          | 6          |  |  | 2      | Roger Federer | Roger Federer | 6      | 5      |  |
|  | 3          | Andy Murray           | Andy Murray   | 65         | 2          |  |  |        |               |               |        |        |  |

### Gruppo A
|   |                    | Đoković       | Murray        | Berdych       | Tsonga        | RR V-P | Set V-P | Game V-P | Classifica |
| 1 | Novak Đoković      |               | 4-6, 6-3, 7-5 | 6-2, 7–6(6)   | 7–6(4), 6-3   | 3-0    | 6-1     | 43-31    | 1          |
| 3 | Andy Murray        | 6-4, 3-6, 5-7 |               | 3-6, 6-3, 6-4 | 6-2, 7–6(3)   | 2-1    | 5-3     | 42-38    | 2          |
| 5 | Tomáš Berdych      | 2-6, 6(6)–7   | 6-3, 3-6, 4-6 |               | 7-5, 3-6, 6-1 | 1-2    | 3-5     | 37-40    | 3          |
| 7 | Jo-Wilfried Tsonga | 6(4)–7, 3-6   | 2-6, 6(3)–7   | 5-7, 6-3, 1-6 |               | 0-3    | 1-6     | 29-42    | 4          |

La classifica viene stilata in base ai seguenti criteri: 1) Numero di vittorie; 2) Numero di partite giocate; 3) Scontri diretti (in caso di due giocatori pari merito); 4) Percentuale di set vinti o di games vinti (in caso di tre giocatori pari merito); 5) Decisione della commissione.

### Gruppo B
|   |                       | Federer          | Ferrer        | Del Potro        | Tipsarević    | RR V-P | Set V-P | Game V-P | Classifica |
| 2 | Roger Federer         |                  | 6-4, 7–6(5)   | 6(3)–7, 6-4, 3-6 | 6-3, 6-1      | 2-1    | 5-2     | 40-31    | 1          |
| 4 | David Ferrer          | 4-6, 6(5)–7      |               | 6-3, 3-6, 6-4    | 4-6, 6-3, 6-1 | 2-1    | 4-4     | 41-36    | 3          |
| 6 | Juan Martín del Potro | 7–6(3), 4-6, 6-3 | 3-6, 6-3, 4-6 |                  | 6-0, 6-4      | 2-1    | 5-3     | 42-34    | 2          |
| 8 | Janko Tipsarević      | 3-6, 1-6         | 6-4, 3-6, 1-6 | 0-6, 4-6         |               | 0-3    | 1-6     | 18-40    | 4          |

La classifica viene stilata in base ai seguenti criteri: 1) Numero di vittorie; 2) Numero di partite giocate; 3) Scontri diretti (in caso di due giocatori pari merito); 4) Percentuale di set vinti o di games vinti (in caso di tre giocatori pari merito); 5) Decisione della commissione.